# Michael Haydn
Johann Michael Haydn, avstrijski skladatelj, * 14. september 1737, Rohrau, † 10. avgust 1806, Salzburg.
Michael Haydn je bil starejši brat slavnejšega Josepha Haydna. Kot otrok je pel v zboru sv. Štefana na Dunaju, pri dvanajstih pa je tam tudi že samostojno orglal; pozneje se je po vsej verjetnosti šolal na dunajskem jezuitskem kolegiju. Med letoma 1757 in 1762 je vodil dvorni orkester nadškofa v Nagyvaradu (danes Oradea v Transilvaniji), leta 1763 pa je dobil mesto v dvornem orkestru salzburškega nadškofa kot organist in koncertni mojster. V Salzburgu je ostal 43 let. V tem času je veliko sodeloval z gledališčem salzburške benediktinske univerze. Zdi se, da je Haydn v službi napredoval hitreje kot njegov službeni tovariš Leopold Mozart, saj je ta posvetil vse moči vzgoji svojega genialnega sina. Zdi se tudi, da se je Haydn bolje prilagodil avtoritarnemu slogu vodenja novega nadškofa Colloreda, ki je imel Mozartove v želodcu zaradi pogostih odsotnosti in potovanj po Evropi. Leopold Mozart je bil primerno ljubosumen na kolega. V 70. letih je večkrat v pismih poudarjeno omenjal Haydnovo nagnjenje do pijače (prav gotovo je o tem tudi pogosto govoril). Potem ko je Wolfgang Amadeus Mozart leta 1781 prelomil s salzburškim dvorom in se odselil na Dunaj, je Michael Haydn zasedel njegovo mesto dvornega organista in koncertnega mojstra. Zagrenjenost očeta Mozarta v zvezi s Haydnom je prav malo vplivala na Wolfganga Amadeusa. Mladi Mozart je Haydna zelo cenil in med svojim obiskom v Salzburgu leta 1783 mu je celo pomagal iz zagate. Haydn zaradi bolezni delodajalcu ni mogel oddati naročenih štirih duetov za violino in violo, spregledati pa mu jih tudi niso hoteli. Mozart je zanj napisal dva čudovita dueta (KV 423 in KV 424) in mu dovolil, da ju odda s svojim imenom. Po letu 1790 je Haydn zaslovel kot učitelj kompozicije; njegova najbolj znana učenca sta bila Carl Maria von Weber in Anton Diabelli. Haydn je napisal več kot osemsto večinoma nabožnih del – maš, oratorijev, psalmov itd. ter velja za mojstra novega cerkvenega sloga, ki se je razcvetel v avstrijskih deželah v 2. polovici 18. stoletja. Napisal pa je tudi več sto instrumentalnih del – simfonij, serenad, sonat, menuetov, kanonov in kasacij. Rad je uporabljal nenavadne instrumente in kombinacije le-teh.